# Аэропорт имени Аднана Мендереса
Аэропорт имени Аднана Мендереса (тур. İzmir Adnan Menderes Havalimanı; ИАТА: ADB, ИКАО: LTBJ) — международный аэропорт Измира, расположенный в 18 км к юго-западу от города в районе Газиэмир. Носит имя турецкого премьер-министра Аднана Мендереса. Аэропорт является хабом для Pegasus Airlines и SunExpress.

## Статистика
Данные из запроса в Викиданные.